# Live at the BBC (Electric Light Orchestra)
Live at the BBC is een livealbum van Electric Light Orchestra. Het album verscheen in een periode dat de band was opgeheven (1986) en er alleen nog livealbums en verzamelalbums werden uitgebracht. Het bevat opnamen die uitgezonden werden door de BBC. Een nieuw album van deze band volgde in 2001 onder de titel Zoom maar daarop speelden alleen nog Lynnen en Tandy. Tot op heden (2020) is er geen album uitgebracht met de drie originele leden Lynne, Tandy en Bevan; wel van afgeleide bands als ELO2 en Jeff Lynne's Electric Light Orchestra.
Op de platenhoes staan alleen Jeff Lynne en Mik Kaminski afgebeeld.

## Musici
- Musici disc 1 concert 1973: Jeff Lynne (zang, gitaar), Bev Bevan (drumstel), Richard Tandy (toetsinstrumenten), Mike D'Albuquerque (basgitaar), Wilf Gibson (viool), Colin Walker en Mike Edwards (cello).
- Musici disc 1 concert 1974: Jeff Lynne (zang, gitaar), Bev Bevan (drumstel), Richard Tandy (toetsinstrumenten), Mike D'Albuquerque (basgitaar), Mik Kaminski (viool), Hugh McDowell en Mike Edwards (cello).
- Musici disc 2: Jeff Lynne (zang, gitaar), Bev Bevan (drumstel), Richard Tandy (toetsinstrumenten), Kelly Groucutt (basgitaar), Mik Kaminski (viool), Hugh McDowell en Melvin Gayle (cello).

## Muziek
De eerste compact disc bevat opnamen van 19 april 1973 uit Paris Cinema, aan Lower Regent Street in Londen, die uitgezonden werden op 12 mei 1973 (tracks 1-4) en van 15 januari 1974 in de Hippodrome te Londen, uitgezonden 2 februari 1974.    

| Nr. | Titel                              | Duur  |
| --- | ---------------------------------- | ----- |
| 1.  | From the sun to the world          | 11:39 |
| 2.  | Kuiama                             | 10:27 |
| 3.  | In the hall of the mountain king   | 8:10  |
| 4.  | Roll Over Beethoven                | 5:09  |
| 5.  | King of the universe               | 4:54  |
| 6.  | Bluebird is dead                   | 4:09  |
| 7.  | Oh no not Susan                    | 2:43  |
| 8.  | New world rising                   | 6:39  |
| 9.  | Violin solo/Orange blossom special | 2:37  |
| 10. | In the hall of the mountain king   | 4:56  |
| 11. | Great balls of fire                | 3:25  |

Disc 2 bevat opnamen van het concert in The Guildhall te Portsmouth op 22 juni 1976; uitgezonden op 6 november 1976.

| Nr. | Titel | Duur  |
| --- | --- | ----- |
| 1.  | Fire on high | 5:35  |
| 2.  | Poker | 4:20  |
| 3.  | Nightrider | 4:59  |
| 4.  | Medley On the third day (Ocean break up, King of the universe, Oh no not Susan, New world rising, Ocean break up (reprise)) | 13:14 |
| 5.  | Showdown | 4:45  |
| 6.  | Eldorado overture/Can't Get It Out of My Head                                                                               | 6:05  |
| 7.  | Poor boy (The Greenwood) | 2:43  |
| 8.  | Illusions in G major | 3:39  |
| 9.  | Strange magic | 3:36  |
| 10. | ELO | 5:19  |
| 11. | Ma-Ma-Ma Belle | 5:32  |